# Mila polska
Mila polska – historyczna miara długości. 
Długość mili polskiej była definiowana bardzo różnie w różnych okresach, np. Zygmunt Gloger w 1898 roku podawał m.in. takie wartości historyczne:
- mila mała = 2500 sążni
- mila średnia = 3333 sążni
- mila wielka = 3750 sążni

Ponieważ sążeń był również różnie definiowany w różnych okresach, podanie precyzyjnych przeliczeń na jednostki współczesne jest trudne.
Mapa Radziwiłłowska Tomasza Makowskiego z 1613 r. podaje różne wartości: 
- milliaria magna liczyła 7370 m[2]
- mediocria liczyła 6336 m
- communia sive usitata liczyła 5560 m[3]